# Донбасский путепровод
Донба́сский (Варша́вский) путепрово́д — автомобильно-пешеходный путепровод в Москве на Варшавском шоссе. Проходит над железнодорожными путями Павелецкого направления Московской железной дороги.
Второе название получил по Варшавскому шоссе.

## История
Первый путепровод был сооружён в 1940 году (инженер С. М. Воронин, архитектор Ю. И. Гольцев). Путепровод был длиной 114,6 м, шириной 23,5 м. Пролётные строения были выполнены из металлических сквозных ферм, боковые пролётные строения — из монолитного железобетона. Реконструирован в 2002—2004 годах.